# Sedum leucocarpum
Sedum leucocarpum là một loài thực vật có hoa trong họ Crassulaceae. Loài này được Franch. miêu tả khoa học đầu tiên năm 1896.